# Ke'Haan
Ke'Haan è un personaggio immaginario che compare nei fumetti pubblicati dalla DC Comics. È un altissimo alieno umanoide super forte con la pelle arancione scuro, una testa parzialmente calva e tre strisce castane che scendono per il centro della sua testa. Altri segni particolari che lo distinguono sono un paio di corna da toro. Comparve per la prima volta in Green Lantern vol. 3 n. 49 (febbraio 1949), nella storia "Emerald Twilight Part Two: The Present".

## Biografia del personaggio

### Storia
Ke'Haan di Varva fu in passato comandante in seconda dell'addestratore Lanterna Verde Kilowog. Era anche il protettore del settore 786. Insieme, lui e Kilowog erano i migliori addestratori per le nuove reclute del Corpo delle Lanterne Verdi. Nel corso della sua vita, fu considerato come il più duro insegnante di Oa. Tuttavia, il suo addestramento estremo produsse alcune delle migliori Lanterne Verdi dell'universo. Quando il settore 112 si trovò senza una Lanterna, mise la sorella di Kento Omoto, Laira, sotto la sua ala. Con lei, trovò il suo spirito affine e la sua studentessa più promettente. All'interno del Corpo, fu pesantemente implicito e chiacchierato che lui e Laira fossero più che maestro e studentessa, nonostante il fatto che lui avesse già una famiglia sul suo pianeta natale. Infatti, i due furono trovati più di una volta insieme in numerose missioni.

### Emerald Twilight
Quando l'entità nota come Parallax corruppe il suo collega Lanterna Verde Hal Jordan, i Guardiani inviarono lui e Laira a fermarlo dall'arrivare su Oa. Il duo si ritrovò fuori gioco per mano di Jordan che, potenziato dalla rabbia e dalla psicosi, si fece strada tra di loro. Sorprendentemente, nonostante la figura imponente, anni di esperienza, e forza sovrumana, Ke'Haan fu il primo ad essere sconfitto da Jordan, mentre la sua pupilla, Laira, anche se perdette, uscì molto meglio dal tentativo di arresto dell'ex eroe.

### Ritorno e morte
Creduto morto dopo la sua battaglia contro Jordan, Ke'Haan, insieme ai suoi colleghi Graf Toren, Laira, Kreon, Boodikka e Tomar-Tu, fu catturato dai Manhunters e portato nel settore proibito 3601 per essere utilizzato come cella d'energia per il pianeta Biot.
Durante questo periodo fu sostituito come Lanterna Verde del suo settore da Turytt che fu incaricato di dire a sua moglie e ai suoi figli della sua sconfitta. Turytt giurò inoltre di uccidere il responsabile della sua morte.
Non si sa per quanto tempo rimasero in cattività prima che Guy Gardner e Hal Jordan, ora libero dall'influenza di Parallax, scoprissero lui e i loro colleghi. Dopo essere stato liberato da Jordan scatenò una guerra contro i Manhunters. Dopo averli sconfitti, le Lanterne Perdute rivolsero la loro rabbia su Jodan, che credevano essere ancora loro nemico. Si fermarono, tuttavia, quando Jordan si rifiutò di combatterli. Dopo aver esaminato le proprie arrese, scoprirono numerose Lanterne a lungo credute morte. Pensarono quindi che i Manhunters sequestravano le Lanterne da parecchio tempo.
Le Lanterne appena liberate sarebbero state subito uccise se non avessero condotto un veloce lavoro di squadra che portò alla distruzione di Biot. Quando ritornarono su Oa, gli fu dato un benvenuto da eroi, e Ke'Haan riprese il suo dovere come istruttore delle nuove Lanterne. Fu anche l'unico ad avvertire Jordan di stare lontano dalle Lanterne Perdute, anche se fu lui ad averli liberati. Non si sa come il suo rimpiazzo e la sua famiglia reagirono con il suo ritorno.
Quando Parallax/Kyle Rayner portò Hal Jordan su Qward, l'intero Sinestro Corps lo attaccò. Amon Sur disse ad Hal che era ironico che stava per morire disprezzato e abbandonato dal Corpo. Quindi giunse Ke'Haan sulla scena con le altre Lanterne Perdute, salvando Jordan e affermando "Disprezzato? Si. Ma mai abbandonato. Il Corpo non abbandona i suoi". Il gruppo quindi andò sotto terra, mentre Ke'Haan portò Boodikka, Laira ed Hannu alla ricerca di Ion. Ma, al suo posto, trovarono l'Anti-Monitor, che uccise Ke'Haan, bruciando la pelle del suo corpo fino a fare rimanere solo le ossa, in un singolo colpo.

### La notte più profonda
Ke'Haan è una delle tante Lanterne cadute ad essere resuscitate dalla tomba su Oa per diventare una Lanterna Nera. Fu una delle tante Lanterne Nere che cominciarono ad affrontare le Lanterne Verdi vive su Oa. Durante il conflitto, riuscì a trafiggere la gamba di Guy Gardner.